# Mo Marley
Maureen "Mo" Marley, nata Mallon (Liverpool, 31 gennaio 1967), è un'allenatrice di calcio ed ex calciatrice britannica, di ruolo difensore, dal 2001 al 2017 responsabile tecnico della nazionale inglese Under-19 e, nelle quattro occasioni in cui si è qualificata, della Under-20.
Durante la sua ultradecennale carriera da calciatrice ha conquistato, entrambe le volte con la maglia dell'Everton, una Women's Premier League Cup e una Women's Cup, inoltre, inserita in rosa con la nazionale inglese dal 1995 al 2001, ha partecipato al campionato europeo di Germania 2001.
Al ritiro dal calcio giocato si è dedicata all'allenamento, assumendo l'incarico dalla federazione calcistica dell'Inghilterra della responsabilità tecnica della formazione Under-19, condiviso tra il 2002 e il 2012 con quello di allenatrice dell'Everton, conquistando il titolo di Campione d'Europa con la prima a Bielorussia 2009 e ancora una Women's Premier League Cup e una Women's Cup con la seconda. Nel periodo 2017-2018 ha inoltre ricoperto l'incarico ad interim della conduzione tecnica della nazionale maggiore inglese.

## Palmarès

### Calciatrice

#### Club
- FA Women's Premier League Cup: 1

Everton: 1997-1998
- FA Women's Cup: 1

Everton: 1998-1999

### Allenatrice

#### Club
- FA Women's Premier League Cup: 1

Everton: 2007-2008
- FA Women's Cup: 1

Everton: 2009-2010

#### Nazionale
- Campionato europeo femminile Under 19 di calcio: 1

Bielorussia 2009